# Quênia nos Jogos Olímpicos de Verão de 2004
O Quênia competiu nos Jogos Olímpicos de Verão de 2004, em Atenas, na Grécia.

## Medalistas

### Ouro
- Atletismo - 3000 m com abstáculos masculino Ezekiel Kemboi

### Prata
- Atletismo - 1500 m masculino Bernard Lagat
- Atletismo - 3000 m com obstáculos masculino Brimin Kipruto
- Atletismo - 5000 m feminino Isabella Ochichi
- Atletismo - maratona feminina Catherine Ndereba

### Bronze
- Atletismo - 3000 m com obstáculos masculino Paul Kipsiele Koech

## Desempenho

### Remo
Masculino
| Equipe           | Evento        | Eliminatórias | Eliminatórias | Repescagem | Repescagem | Semifinal | Semifinal | Final   | Final                |
| Equipe           | Evento        | Tempo         | Posição       | Tempo      | Posição    | Tempo     | Posição   | Tempo   | Posição (Pos. final) |
| ---------------- | ------------- | ------------- | ------------- | ---------- | ---------- | --------- | --------- | ------- | -------------------- |
| Ibrahim Githaiga | Skiff simples | 8m13s33       | 4º R          | 7m25s58    | 4º S D/E   | 7m40s78   | 6º FE     | 7m29s02 | 5º (29º)             |